# Federación de las Listas Verdes
La Federación de las Listas Verdes (en italiano: Federazione delle Liste Verdi) o Lista Verde (Liste Verdi, LV) fue un partido político italiano de ideología ecologista.
Fue fundado el 16 de noviembre de 1986 y se fusionó en diciembre de 1990 con Verdes Arcoíris para formar la Federación de los Verdes.
Entre sus miembros estaban Gianni Mattioli, Lino De Benetti, Gianfranco Amendola, Alexander Langer, Enrico Falqui, Sauro Turroni y Alfonso Pecoraro Scanio.
El partido participó en las elecciones al Parlamento Europeo de 1989, obteniendo de 3 eurodiputados.